# Kelaa
Kelaa (Dhivehi: ކެލާ) is een van de bewoonde eilanden van het Haa Alif-atol behorende tot de Maldiven.

## Demografie
Kelaa telt (stand maart 2007) 953 vrouwen en 1090 mannen.